# Antônio Xavier de Oliveira
Antônio Xavier de Oliveira (Juazeiro do Norte, 9 de outubro de 1892 — Rio de Janeiro, 6 de fevereiro de 1953) foi um escritor e político brasileiro. Exerceu o mandato de deputado federal constituinte pela Liga Eleitoral Católica (LEC), partido de caráter integralista, em 1934.

## Obras
- "Álbum dos Doutorandos", (1918)[2]
- "Beatos e cangaceiros" (1920)
- "O magnicida Manso de Paiva — um aspecto clínico e médico-legal de sua psicopatia (1928)
- Intercâmbio intelectual americano" (1930)
- "Espiritismo e loucura" (1931)
- "O Exército e o sertão" (1932)
- "Na Assembléia Constituinte" (discursos e emendas, 1934)
- "O problema imigratório na América Latina — o sentido político-militar da colonização japonesa nos países do novo mundo" (1934; 2ª ed., 1942)
- "O problema imigratório na Constituição brasileira — razões americanas de uma campanha de brasilidade" (emendas e discursos na Constituinte e na Câmara Federal, 1937)
- "Cardeal Pacelli no Brasil" (1942)
- "Do direito de testar dos insanos" (1ª parte, 1946)
- "Trabalhos de psiquiatria clínica" (1946)
- "Redivisão política e territorial do Brasil — estados de fronteiras, estados mediterrâneos e o Ministério de Terras, Migração e Colonização" (1946)
- "A Carteira de Redesconto do Banco do Brasil quando no Parlamento" (1950)
- "Pio XII no Brasil" (1956)